# 제임스 베이
제임스 베이(James Bay, 1990년 9월 4일 ~ )는 잉글랜드의 싱어송라이터이자 기타리스트이다.

## 생애
11살 때 에릭 클랩튼의 "Layla"를 듣고 기타를 배우기로 결심한다.

## 경력
2013년 7월 13일, EP The Dark of the Morning로 데뷔를 한다.

## 디스코그래피

### 앨범
- Chaos and the Calm (2014년)
- Electric Light (2018년 5월 18일)